# Félegyházi Tamás
Félegyházi Tamás (Debrecen, 1540 körül – Debrecen, 1586. január 16.) református lelkész, bibliafordító, kollégiumi rektor.

## Élete
Tanult Krakkóban (1561), Boroszlóban (1562), Odera-Frankfurtban (1563) és 1564. január 18-ától a wittenbergi egyetemen. Visszaérkezvén hazájába 1567-ben Turon volt tanító. Innét egy év mulva (1568.) Debreczenbe hivatott meg, hol Mélius Juhász Péter halála után 1573 elején lelkésszé s az egyházmegye esperesévé választatott meg. Pestisben hunyt el.

## Munkái
- Az Keresztieni igaz hitnek reszeiről valo tanitas, kerdesekkel es feleletekkel, ellenuetesekkel es azoknak meg feitesiuel, az hiueknek eppületekre irattatot. Debreczen, 1579 (2. bőv. kiadás. Debreczen, 1580. 3. bőv. kiadás. Debreczen, 1583. 4. k. Debreczen, 1588. 5. k. Debreczen, 1601) Az 1579-es kiadás a REAL-R-ben
- Az mi Vronc Jesos Christvsnac Vy Testamentoma auuagi frigie, Görögből Magiar nielure fordittatott. Es niluan valo ertelemvel nemeli nehez helieken rövideden megh magiaraztatot. Debreczen, 1586 (Gönczi György említi az ajánlásban, hogy a szerző az egész uj testamentum fordítását elvégezte, a Judás apostol levelén kívül, melyet F. T. halála után ő fordított le.)
- Catechesis Az az, Rövid Kerdesek es Feleletek az keresztyeni hitnek agairól, az gyermekeknek es az egy-igyüeknek tanitasokra. Debreczen, 1601 (Az 1. sz. munka 3. 4. és 5. kiadásához mellékelve külön cimlappal.)